# (949) Hel
(949) Hel ist ein Asteroid des Hauptgürtels, der am 11. März 1921 vom deutschen Astronomen Max Wolf in Heidelberg entdeckt wurde.
Der Name ist von der nordischen Göttin Hel abgeleitet.